# Club Esportiu Principat
El Club Esportiu Principat fue un club de fútbol de Andorra, del municipio de Andorra la Vieja. Fue fundado en 1989 y desapareció en 2015.

## Historia
El C. E. Principat fue fundado en 1989, y fue uno de los equipos fundadores de la Primera División de Andorra, categoría en la que siempre se ha mantenido hasta su primer descenso en la temporada 2013/14. La década de los 90 se convirtió en uno de los grandes dominadores del fútbol andorrano, entre 1993-94 y 1995-96 se consiguió levantar tres títulos de la Copa Constitució y entre 1996-97 y 1998-99 logró el doblete (liga y copa) en tres ocasiones.
El 23 de julio de 1997, el club entró en la historia del fútbol andorrano al ser el primer club que participaba en una competición europea: la Copa de la UEFA.[cita requerida] El equipo fue emparejado con el Dundee United de Escocia y el primer partido se jugó en Andorra el 23 de julio (0-8), y el partido de vuelta tuvo lugar el 30 de julio (9-0).
En julio de 1998, el club volvía a pisar tierras europeas para jugar otra edición de la Copa de la UEFA, esta vez el sorteo llevó al equipo a Hungría, el rival, Ferencvaros. La ida se jugó en el país del este de Europa y los locales no tuvieron problemas para superar al equipo por 6-0. El 29 de julio de 1998, en el partido de vuelta, el equipo caía por 1-8, pero el delantero Pasqui marcaba el primer gol de la historia del fútbol andorrano en Europa.
El Viking Stavanger FK de Noruega, sería el club que vería la última participación del Principat en competición europea hasta el día de hoy, en julio del 1999, el partido en Noruega acabó con un claro 7-0 y el de vuelta finalizó 0-11.
Después de esa temporada, entre la temporada 1999-00 y 2010-11, el club se convirtió en un equipo de media tabla y durante ese periodo tuvo que jugar los play-off de descenso en varias oportunidades. El mayor logro alcanzado fueron las semifinales de la Copa Constitució la temporada 2009-10.
En 2012, Raúl Cañete es nombrado entrenador del club, en una apuesta en la que el Principat se convierte en pionero al contratar el primer entrenador extranjero profesional llegado de 2.ªB española.
Tras ser relegado en la temporada 2013-2014, el club senior se inscribió en la Segona Divisió, pero se retiró de la competición en la primera ronda. En 2015, el club no se inscribió en ninguna competición nacional y se le dio por disuelto.

## Palmarés

### Torneos nacionales
- Primera División de Andorra (3): 1996-97, 1997-98, 1998-99
- Copa Constitució (6): 1993-94, 1994-95, 1995-96, 1996-97, 1997-98, 1998-99

## Récord europeo
| Temporada | Torneo    | Ronda            | País    | Club            | Casa | Visita | Global |
| --------- | --------- | ---------------- | ------- | --------------- | ---- | ------ | ------ |
| 1997-98   | Copa UEFA | Clasificatoria 1 | Escocia | Dundee United   | 0-8  | 0-9    | 0-17   |
| 1998-99   | Copa UEFA | Clasificatoria 1 | Hungría | Ferencvárosi TC | 1-8  | 0-6    | 1-14   |
| 1999-00   | Copa UEFA | Clasificatoria   | Noruega | Viking FK       | 0-11 | 0-7    | 0-18   |